# Rio Grande (Minas Gerais)
Rio Grande är en flod i Brasilien   belägen i delstaten São Paulo, i den södra delen av landet, 600 km sydväst om huvudstaden Brasília.
Omgivningen kring Rio Grande är en mosaik av jordbruksmark och naturlig växtlighet och är det ganska tätbefolkad, med 104 invånare per kvadratkilometer.